# Energiewirtschaft der Krim

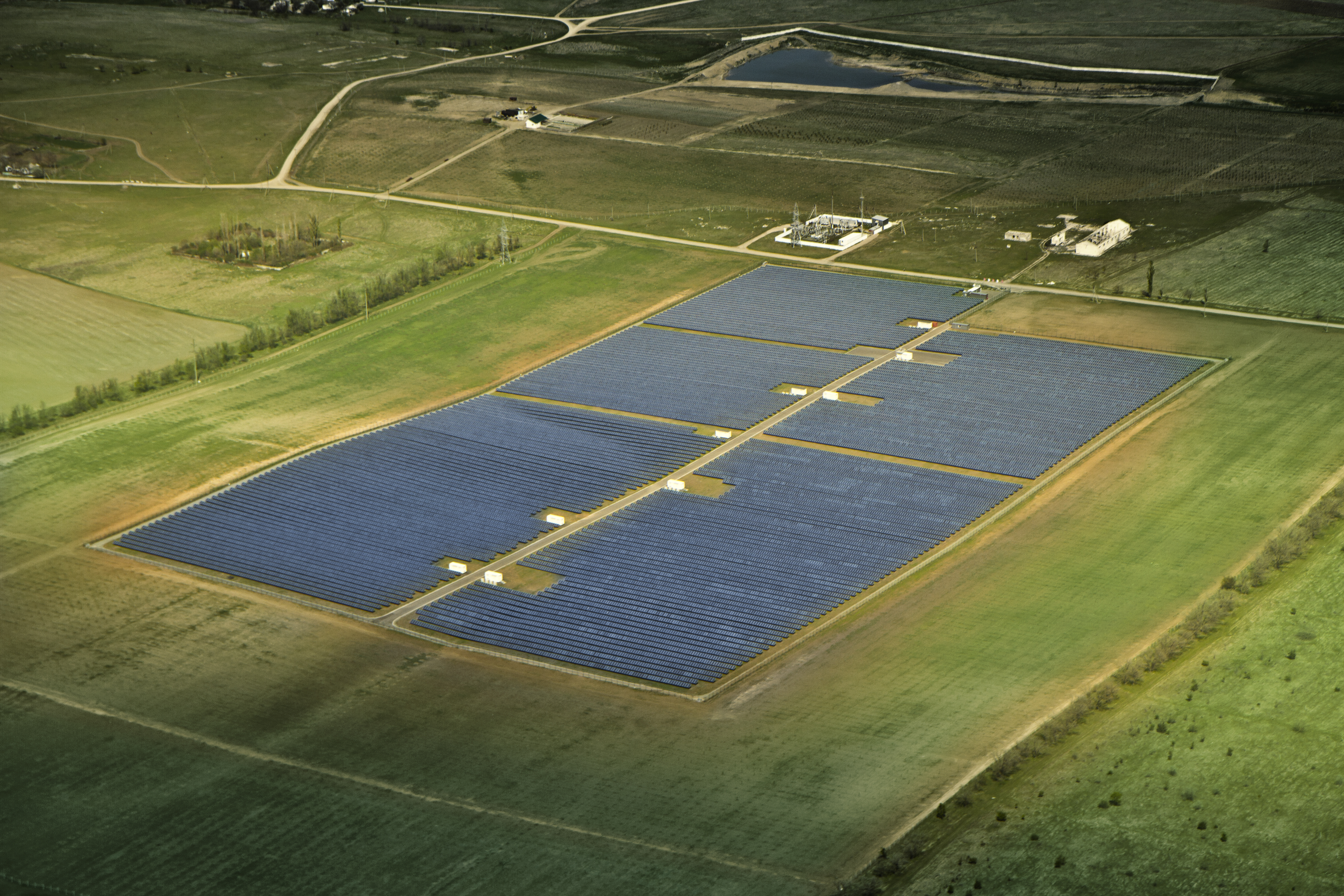
Solarpark Rodnikowoje

Die Energiewirtschaft der Krim war in ihrer Vergangenheit stark von Lieferungen vom ukrainischen Festland abhängig. Die Krim produzierte 2015 nur etwa 30 Prozent ihres Strombedarfs selbst.
Bei Erdgas liegt der Selbstversorgungsgrad bei 66,1 %. Die Firma Tschernomorneftegas beutet mehrere Öl- und Gasvorkommen aus.
Die Krim verfügt außerdem über ein erhebliches Potenzial für erneuerbare Energieträger. Von 2010 bis 2012 wurden vier Photovoltaik-Kraftwerke mit einer Gesamtkapazität von 227,5 MW errichtet.
1931 wurde auf der Krim die erste große Windkraftanlage in der UdSSR gebaut, die 1942 kriegsbedingt zerstört wurde.
Nach Sprengstoffanschlägen auf Strommasten in der Ukraine am 22. November 2015 (möglicherweise durchgeführt von krimtatarischen Partisanen aus Widerstand gegen das russische Besatzungsregime), die zu großflächigen Stromausfällen auf der Krim führten, begann Russland mit Vorbereitungen für eine Energieversorgung aus Russland.
Anfang Dezember 2015 nahm der russische Präsident Wladimir Putin ein neues Seekabel zwischen der russischen Halbinsel Taman und der Krim in Betrieb. Neben der Unterseeverbindung wurden für die Zuleitung außerdem 100 Kilometer Freileitung errichtet. Im Mai 2016 wurde die vierte und damit letzte Stufe der so genannten „Energiebrücke“ zwischen der Krim am Umspannwerk Kafa und dem russischen Festland am Umspannwerk Taman in der Region Krasnodar in Betrieb genommen. Von dem Spitzenbedarf der Krim, der bei 1350 MW liegt, kann die Energiebrücke insgesamt 800 MW übernehmen. Geliefert wird die Energie aus dem Kernkraftwerk Rostow, das nunmehr der Hauptenergielieferant der Halbinsel ist. In einer zweiten Ausbaustufe soll die Leistung der Energiebrücke auf 1270 MW erweitert werden. Neben dem Festlandanschluss von 800 MW wird die Energieversorgung der Krim außerdem durch zwei Wärmekraftwerke in Sewastopol und Simferopol mit zusammen 960 MW gedeckt werden.
Bis 1988 wurde an dem Kernkraftwerk Krim gebaut, das jedoch nie fertiggestellt wurde.
Derzeit basiert die Stromversorgung auf mehreren GuD- und Gasturbinen-Kraftwerken sowie dem Kernkraftwerk Rostow in der russischen Oblast Rostow am russischen Festland.

## Kraftwerke
| Simferopol TEZ |

| Sewastopol TEZ |

| Saki TEZ |

| Kamysch-Burun TEZ |

| Gasturbinenkraftwerk Sewastopol |

| Gasturbinenkraftwerk Simferopol |

| Gasturbinenkraftwerk West-Krim |